# إدوارد إيفرت هورتون
إدوارد إيفرت هورتون (بالإنجليزية: Edward Everett Horton)‏ مواليد 18 مارس 1886 في بروكلين، الولايات المتحدة - الوفاة 29 سبتمبر 1970 في كاليفورنيا، الولايات المتحدة، هو ممثل أمريكي بدأ مسيرته الفنية سنة 1906. امتدت مسيرته الفنية لأكثر من 64 عاما. درس في كلية أوبرلين.

## الأعمال
- عطلة
- الصفحة الأولى
- الأرملة المرحة
- مطلقة غاي
- القبعة العلوية
- الأفق المفقود
- فتاة زيغفيلد
- ها قد أتى السيد جوردان
- إنه عالم مجنون مجنون مجنون مجنون
- أنا أحب لوسي
- باتمان

## روابط خارجية
- إدوارد إيفرت هورتون على موقع IMDb (الإنجليزية)
- إدوارد إيفرت هورتون على موقع الموسوعة البريطانية (الإنجليزية)
- إدوارد إيفرت هورتون على موقع ميوزك برينز (الإنجليزية)
- إدوارد إيفرت هورتون على موقع تيرنر كلاسيك موفيز (الإنجليزية)
- إدوارد إيفرت هورتون على موقع قاعدة بيانات برودواي على الإنترنت (الإنجليزية)
- إدوارد إيفرت هورتون على موقع قاعدة بيانات الأفلام السويدية (السويدية)
- إدوارد إيفرت هورتون على موقع إن إن دي بي (الإنجليزية)
- إدوارد إيفرت هورتون على موقع ديسكوغز (الإنجليزية)
- إدوارد إيفرت هورتون على موقع قاعدة بيانات الفيلم (الإنجليزية)